# Wisconsin Army National Guard
La Wisconsin Army National Guard è una componente della Riserva militare della Wisconsin National Guard, inquadrata sotto la U.S. National Guard. Il suo quartier generale è situato presso la città di Madison.

## Organizzazione
Attualmente, al 2022, sono attivi i seguenti reparti :

### Joint Force Headquarters
- JFHQ, Army Element
- Recruiting and Retention Battalion
- Medical Detachment
- 54th Civil Support Team (WMD)

### 32nd Infantry Brigade Combat Team
- Headquarters & Headquarters Company - Camp Douglas
- 1st Battalion, 128th Infantry Regiment
  -  Headquarters and Headquarters Company (-) - Eau Claire
    - Detachment 1 - Abbotsford

  -  Company A - Menomonie
  -  Company B (-) - New Richmond
    - Detachment 1 - Rice Lake

  -  Company C (-) - Arcadia
    - Detachment 1- Onalaska

  -  Company D (Weapons) - River Falls
- 2nd Battalion, 127th Infantry Regiment
  -  Headquarters and Headquarters Company (-) - Appleton
    - Detachment 1 - Clintonville

  -  Company A (-) - Waupun
    - Detachment 1 - Ripon

  -  Company B - Green Bay
  -  Company C - Fond du Lac
  -  Company D (Weapons) - Marinette
- 3rd Battalion, 126th Infantry Regiment - Michigan Army National Guard
- 1st Squadron, 105th Cavalry Regiment (Reconnaissance, Surveillance and Target Acquisition)
  -  Headquarters and Headquarters Troop - Madison
  -  Troop A (Mounted) - Fort Atkinson
  -  Troop B (Mounted) - Watertown
  -  Troop C (Dismounted) - Reedsburg
- 1st Battalion, 120th Field Artillery Regiment
  -  Headquarters and Headquarters Battery (-) - Wisconsin Rapids
    - Detachment 1 - Camp Douglas
    - Detachment 2 - Madison
    - Detachment 3 - Clintonville
    - Detachment 4 - Eau Claire

  -  Battery A (105mm) - Marshfield
  -  Battery B (105mm) - Stevens Point
  -  Battery C (155mm) - Oconomowoc
- 173rd Brigade Engineer Battalion
  -  Headquarters and Headquarters Company - Wausau
  -  Company A (-) - Tomahawk
    - Detachment 1 - Rhinelander

  -  Company B - Onalaska
  -  Company C (Signal) - Camp Douglas
  -  Company D (-) (Military Intelligence) - Madison
    - Detachment 1  (TUAS) - Camp Douglas
- 132nd Brigade Support Battalion
  -  Headquarters and Headquarters Company - Portage
  -  Company A (-) (DISTRO) - Janesville
    - Detachment 1  - Elkhorn

  -  Company B (Maint) - Mauston
  -  Company C (MED) - Milwaukee
  -  Company D (Forward Support) (Aggregata al 1st Squadron, 105th Cavalry Regiment) - Madison
  -  Company E (Forward Support) (Aggregata al 173rd Brigade Engineer Battalion) - Antigo
  -  Company F (Forward Support) (Aggregata al 1st Battalion, 120th Field Artillery) - Mosinee
  - Company G (Forward Support) - Michigan Army National Guard
  -  Company H (Forward Support) (Aggregata al 2nd Battalion, 127th Infantry Regiment) - Waupaca
  -  Company I (Forward Support) (Aggregata al 1st Battalion, 128th Infantry Regiment) - Neillsville

### 157th Maneuver Enhancement Brigade
- Headquarters & Headquarters Company - Milwaukee
- 357th Signal Network Company  - Milwaukee
- 1st Battalion, 121st Field Artillery Regiment (HIMARS)
  -  Headquarters and Headquarters Battery - Milwaukee
  -  Battery A - Hartford
  -  Battery B - Two Rivers
  -  108th Forward Support Company - Sussex
- 32nd Military Police Company - Milwaukee
- 457th Chemical Company (CBRN) - Whitewater
- 724th Engineer Battalion
  -  Headquarters and Headquarters Company - Chippewa Falls
  -  Forward Support Company - Hayward
  - 106th Engineer Detachment (Quarry Team) - Tomah
  -  229th Engineer Company (-) (Horizontal Construction) - Prairie du Chien
    - Detachment 1  - Platteville

  -  273rd Engineer Company (Wheeled Sapper) - Medford
  - 824th Engineer Detachment (Concrete) - Richland Center
  -  829th Engineer Company (-) (Vertical construction) - Spooner
    - Detachment 1  - Ashland

  - 924th Engineer Facilities Detachment - Chippewa Falls
  - 949th Engineer Detachment (Survey & Design) - Chippewa Falls
  -  950th Engineer Company (Clearance) - Superior
    - 954th Engineer Platoon (Area Clearance)

### 64th Troop Command
- Headquarters & Headquarters Company - Madison
  - Wisconsin Medical Detachment - Camp Douglas
- 641st Troop Command Battalion
  - Headquarters and Headquarters Detachment - Madison
  - 1967th Contingency Contracting Team - Camp Douglas
  -  135th Area Support Medical Company - Waukesha
  - 112th Mobile Public Affairs Detachment - Madison
  - 132nd Army Band - Madison
- 732nd Combat Sustainment Support Battalion
  -  Headquarters and Headquarters Detachment - Tomah
  -  107th Maintenance Company (-) - Sparta
    - Detachment 1 - Viroqua

  -  1157th Transportation Company (Light-Medium Truck) - Oshkosh
  -  1158th Transportation Company (-) (Heavy Equipment Transport, Combat) - Beloit
    - Detachment 1 - Black River Falls
- Aviation Support Facility #1 West Bend Municipal Airport
- Aviation Support Facility #2 Dane County Regional Airport - Truax Field, Madison
- 1st Battalion, 147th Aviation Regiment (Assault Helicopter) - Sotto il controllo operativo della 77th Expeditionary Aviation Brigade, Arkansas Army National Guard
  -  Headquarters and Headquarters Company - Madison
  -  Company A - Madison - Equipaggiato con 10 UH-60M 
  - Company B - Michigan Army National Guard
  - Company C (-) - Michigan Army National Guard
    - Detachment 1 - Madison - Equipaggiato con 5 UH-60M 

  -  Company D (-) (AVUM) - Madison
  -  Company E (-) (Forward Support) - Madison
- Company C (-) (MEDEVAC), 1st Battalion, 168th Aviation Regiment (General Support) - West Bend - Equipaggiato con 4 HH-60L
- Detachment 1, Company G, 2nd Battalion, 104th Aviation Regiment (General Support) - Equipaggiato con 4 HH-60L
- Detachment 1, Company D, 1st Battalion, 112th Aviation Regiment (Security Support) - Madison - Equipaggiato con 2 UH-72A
- Detachment 5, Company A, 2nd Battalion, 641st Aviation Regiment (Fixed Wings) - Madison - Equipaggiato con 1 C-26E
- Detachment 52, Operational Support Airlift Command
- Detachment 1, Company B (AVUM), 248th Aviation Supporto Battalion - West Bend